# Barcala (comarca)
A Comarca de Barcala (em galego, Comarca da Barcala) é uma comarca galega que inclui os seguintes concelhos:  Avanha e Negreira.
Seus limites são: a norte com a Comarca do Xallas, a leste com a Comarca de Santiago e ao sul e oeste com a Comarca de Noia.